# میکوش‌سپلاک
میکوش‌سِپلاک (به مجاری:  Mikosszéplak) یک شهرداری در مجارستان است که در واش واقع شده‌است. میکوش‌سپلاک ۱۸٫۶۶ کیلومتر مربع مساحت و ۳۳۹ نفر جمعیت دارد.